# Gianluca Masi
Gianluca Masi (Frosinone, 22 de enero de 1972) es un astrónomo italiano.
Es gestor científico del Planetario de Roma y fundador del proyecto Virtual Telescope, del cual es el responsable científico.
Masi realiza regularmente observaciones desde el observatorio Bellatrix de Ceccano en Italia. El Minor Planet Center lo acredita como descubridor de 25 asteroides, efectuados entre el 1998 y el 2003, de los cuales varios fueron en colaboración con Franco Mallia y R. Michelsen.
Su actividad científica se centra principalmente en los objetos próximos a la tierra, los planetas extrasolares y las estrellas variables cataclísmicas.
Masi es el responsable del Programa T3, un grupo de investigación de cometas entre los asteroides del cinturón principal.
En el 2004, con Franco Mallia y Roger Wilcox, descubrió el objeto 2004 TU12, inicialmente considerado un asteroide por sus descubridores, pero que realmente se trataba de un cometa.
En el 2007 fue uno de los codescubridores de los exoplanetas XO-2b y XO-3b.
Entre una de las cosas que han contribuido a la notoriedad de Masi destaca el estudio que realizó del cuadro Noche estrellada sobre el Ródano de Van Gogh para determinar la fecha en la que se pintó el cuadro en base de la posición de las estrella de la pintura.
Se le ha dedicado el asteroide (21795) Masi en su honor.